# Glyphodiscus magnificus
Glyphodiscus magnificus är en sjöstjärneart som beskrevs av Mah 2005. Glyphodiscus magnificus ingår i släktet Glyphodiscus och familjen ledsjöstjärnor. Inga underarter finns listade i Catalogue of Life.